# كلايد ليون
كلايد ليون (بالإنجليزية: Clyde Leon)‏ (8 ديسمبر 1983 في ترينيداد وتوباغو - 28 أبريل 2021) هو لاعب كرة قدم ترينيداد وتوباغو في مركزي الوسط والدفاع. شارك مع منتخب ترينيداد وتوباغو لكرة القدم. أما مع النوادي، فقد لعب مع دبليو كونكشن وريونيغرو أغيلاس وأريما فاير ‏.

## وصلات خارجية
- كلايد ليون على موقع قاعدة بيانات كرة القدم.إي يو (الإنجليزية)
- كلايد ليون على موقع ناشيونال فوتبول تيمز (الإنجليزية)
- كلايد ليون على موقع Soccerway.com (الإنجليزية)